# Westelijke doornrog
De westelijke doornrog (Trygonoptera mucosa) is een rog uit de familie van de doornroggen. De soort is endemisch in de Australische wateren. Hij leeft voornamelijk op lagere diepten tot de 20 meter.